# Le Violoneux (Melville)
Le Violoneux est une nouvelle d'Herman Melville publiée en 1854.

## Historique
Le Violoneux est une nouvelle d'Herman Melville publiée en septembre 1854 dans la revue Harper's New Monthly Magazine.
En août 1853, Melville envoya trois « articles » à Harper & Brothers, certainement L'Heureux Échec, Le Violoneux et Coquerico !. Ces contes furent publiés sans nom d'auteur et restèrent dans la revue d'origine.

## Résumé
Dans Broadway, Helmstone rencontre son ami Standard et l'une de ses connaissances, un dénommé Hautboy. Après avoir assisté au numéro d'un clown, ils se rendent chez Hautboy qui joue magnifiquement du violon…

## Éditions en anglais
- The Fiddler, dans le no 52 de la revue Harper's New Monthly Magazine  de septembre 1854.

## Traductions en français
- Le Violoneux, traduction par Philippe Jaworski, Herman Melville, Œuvres, IV , Bibliothèque de la Pléiade, éditions Gallimard, 2010.